# Mayken Verhulst
Mayken Verhulst, également connue comme Marie Bessemers, née à Malines en 1518 et morte à Bruxelles en 1596 ou à Malines en 1599, est une artiste peintre de miniature, tempera et aquarelle et graveuse du XVIe siècle. Elle est considérée par Lodovico Guicciardini (1567) comme l'une des quatre artistes femmes les plus importantes des Pays-Bas.
Elle est la seconde épouse du peintre Pieter Coecke van Aelst et la belle-mère de Pieter Brueghel l'Ancien, et la première à enseigner la peinture à ses petits-enfants Pieter Brueghel le Jeune et Jan Brueghel l'Ancien. 

## Biographie
Mayken Verhulst est né à Malines en 1518, fille du peintre Pieter Verhulst.
Elle se marie avec l'artiste Pieter Coecke van Aelst vers 1538-1539 avec qui elle a une fille, Mayken Coecke, qui a épousé Pieter Brueghel l'Ancien en 1563. Ils vivent ensemble à Anvers de 1540 à 1545, puis s'installent à Bruxelles. Verhulst est active dans l'atelier de son mari jusqu'à sa mort en 1550. Bien qu'elle ait été reconnue pour ses qualités techniques, on ne connaît presque rien sur son œuvre, la plupart des documents d'époque ayant disparu.
Après la mort de celui-ci en 1550, elle supervise la publication d'une série de gravures sur bois Ces Moeurs et Fachons de Faire des Turcz (titre original en français, 1553), d'après les dessins de son époux réalisés en 1533 lors de son voyage en Turquie et à Constantinople.
Elle repart à Anvers en 1553, puis vit de nouveau à Bruxelles de 1563 à 1578, où elle repart s'installer à Anvers.
Mayken Verhulst est la première à enseigner la peinture à ses petits-enfants Pieter Brueghel le Jeune et Jan Brueghel l'Ancien.
Sa sœur Lysbeth a été mariée au peintre et graveur Hubert Goltzius et sa sœur Barbara a été mariée au peintre Jacob de Punder.
Mayken Verhulst est morte à Bruxelles en 1596 ou à Malines en 1599.

## Œuvre

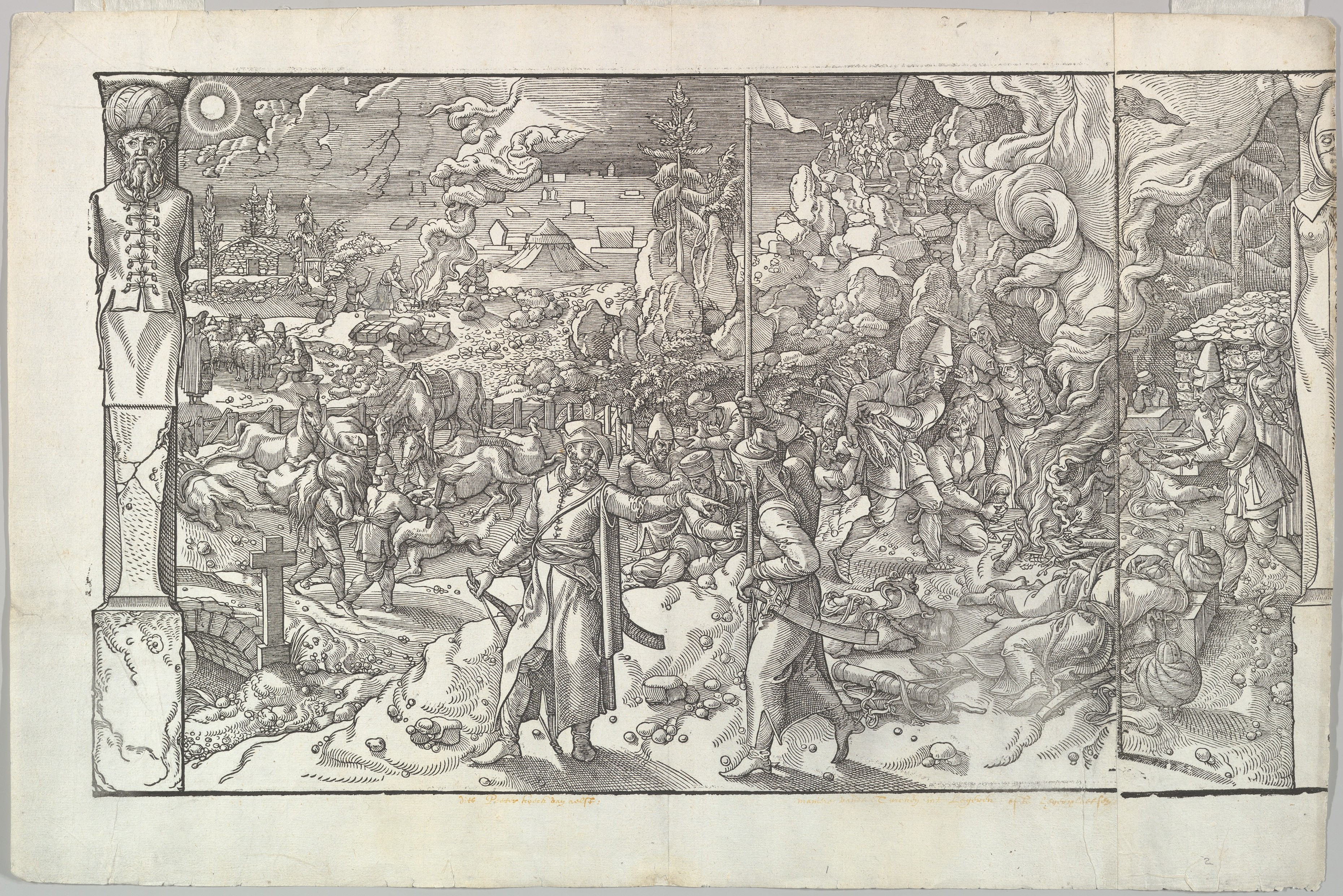
Ces Moeurs et fachons de faire de Turcz de Pieter Coecke van Aelst, éditée par Mayken Verhulst (n. d., Metropolitan Museum of Art).

Aucune œuvre de Mayken Verhulst pouvant lui être attribuée avec certitude n'a survécu. Elle est souvent identifiée comme l'auteur de plusieurs œuvres du Monogrammiste de Brunswick,.
Verhulst pourrait aussi être l'auteur d'une peinture conservée au Kunsthaus de Zurich, un autoportrait avec son époux,.
À la mort de Pieter Coecke van Aelst en 1550, elle aurait supervisé l'édition d'une grande série des gravures sur bois Ces Moeurs et Fachons de Faire des Turcz (1553),. Dessinées à l'origine comme carton de tapisserie par Coecke van Aelst, Verhulst les édite sous forme d'estampes pour mettre en avant son travail. De plus, elle attend une vingtaine d'années après la mort de son mari pour publier son legs. Selon Di Furia, c'est un choix délibéré pour honorer Charles V, grand admirateur de la culture turque, et fait ainsi preuve d'esprit indépendant et créatif.

## Postérité
Sa maison et ancien atelier, 't Vliegend Peert (nl), est désormais un monument historique de Malines. C'est un musée appelé Het Zotte Kunstkabinet (nl).